# Лејкланд (Флорида)
Лејкланд (енгл. Lakeland) град је у америчкој савезној држави Флорида. По попису становништва из 2010. у њему је живело 97.422 становника.

## Демографија
Према попису становништва из 2010. у граду је живело 97.422 становника, што је 18.970 (24,2%) становника више него 2000. године.
| Група             | 2000.          | 2010.          |
| Белци             | 54.555 (69,5%) | 61.468 (63,1%) |
| Афроамериканци    | 16.682 (21,3%) | 20.351 (20,9%) |
| Азијати           | 1.050 (1,3%)   | 1.758 (1,8%)   |
| Хиспаноамериканци | 5.032 (6,4%)   | 12.271 (12,6%) |
| Укупно            | 78.452         | 97.422         |